# Lokovica (gmina Šoštanj)
Lokovica – wieś w Słowenii, w gminie Šoštanj. W 2018 roku liczyła 947 mieszkańców.